# Via Nazionale

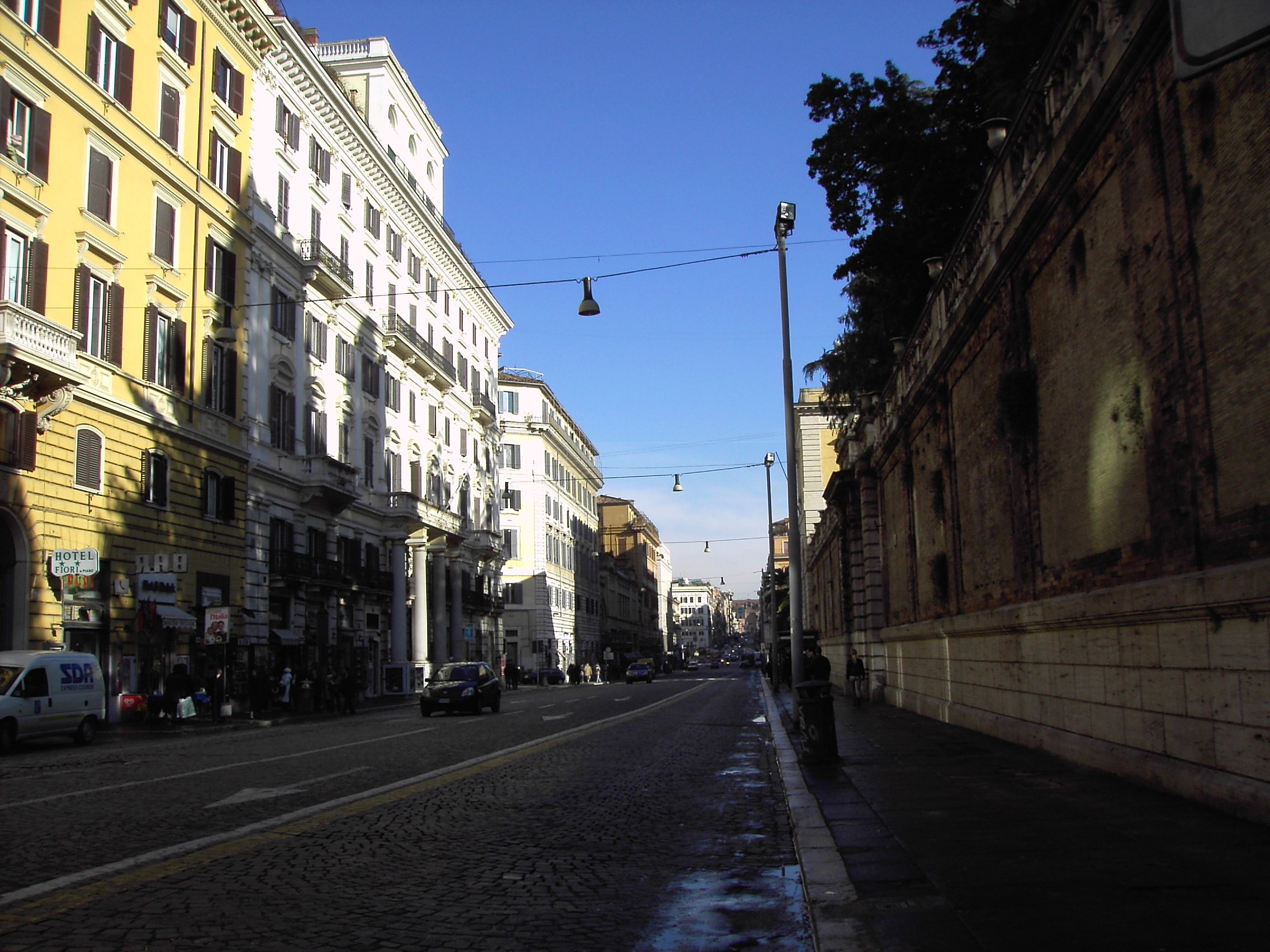
La Via Nazionale.

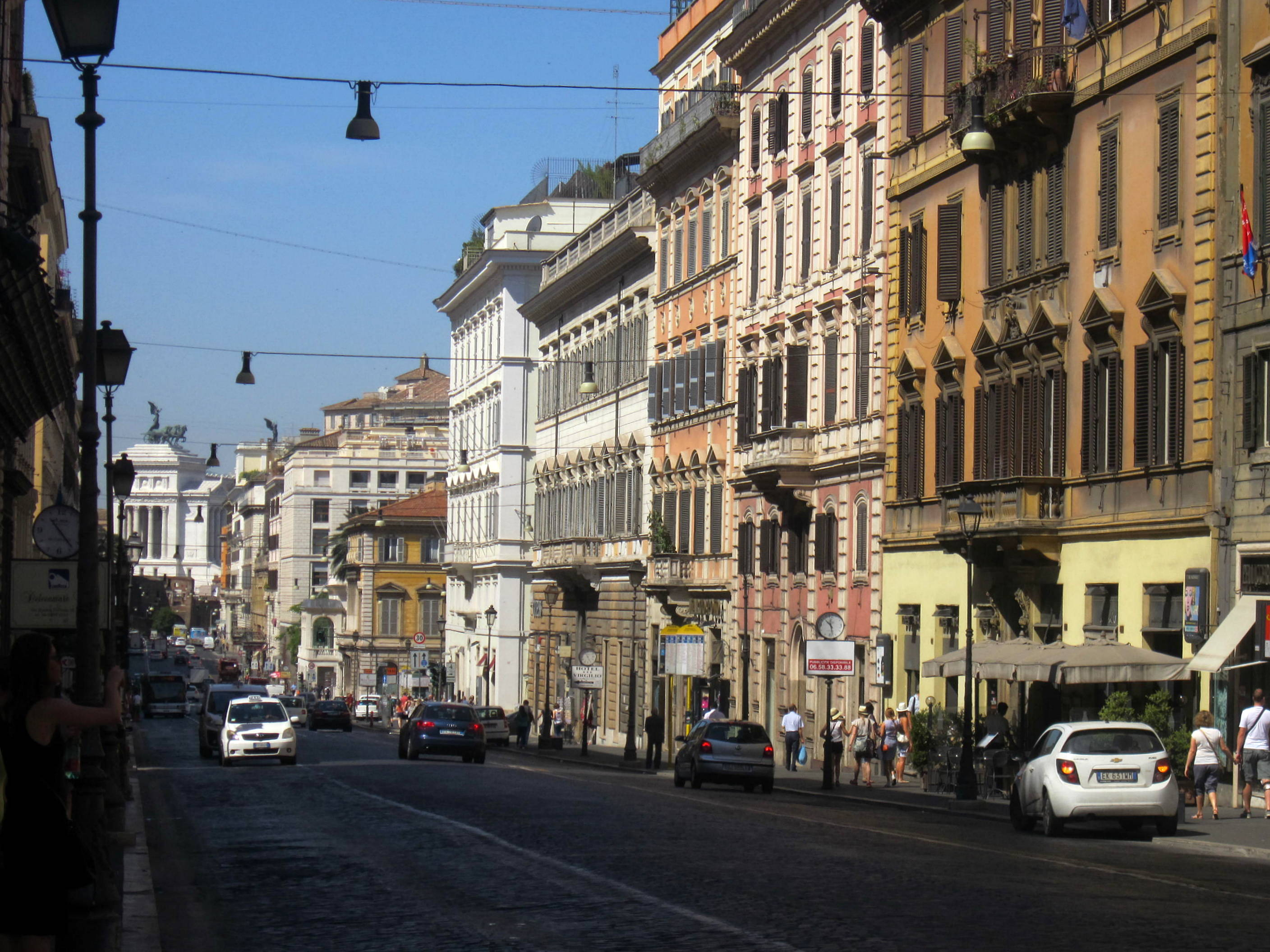
Via Nazionale.

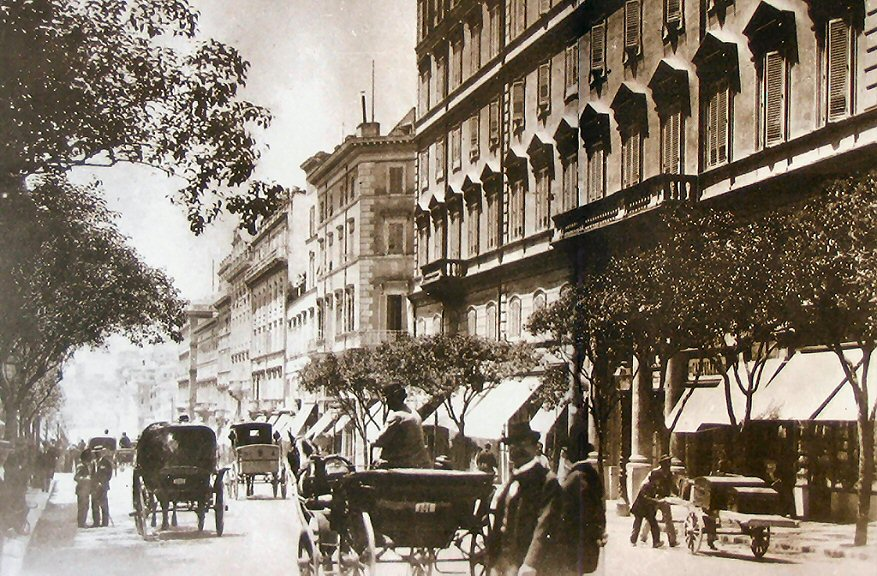
Via Nazionale en una foto antigua.

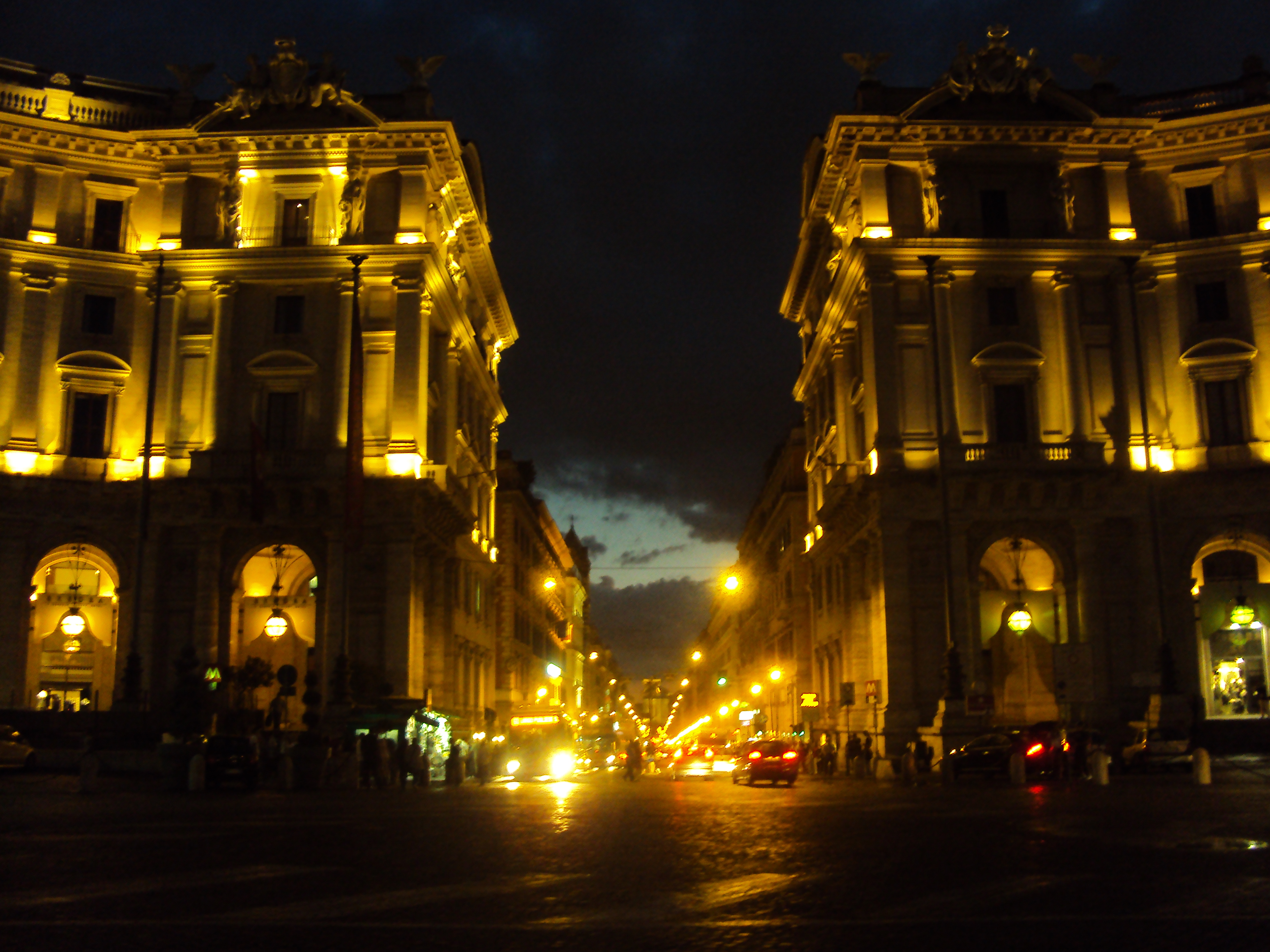
Via Nazionale desde la Piazza della Repubblica.

Via Nazionale es una calle de Roma, Italia, que conduce desde la Piazza della Repubblica hasta Piazza Venezia, llegando hasta el Largo Magnanapoli. En su recorrido atraviesa los rioni de Castro Pretorio y Monti.

## Historia
Tras el traslado de la capital del Reino de Italia de Florencia a Roma, se trazó la unión de la Estación Termini con el centro financiero de la época (via del Corso) siguiendo el recorrido del Vicus Longus romano, a lo largo del valle de San Vitale, a través de una zona que estaba muy poco habitada en la época, y cuyos terrenos fueron adquiridos por monseñor de Merode en predicción de este uso (la línea recta que recorría el valle se llamaba "Strada di S. Vitale", y llegaba hasta la Via dei Serpenti). Las primeras calles urbanizadas en esta zona fueron Via Torino, Via Firenze, Via Napoli y Via Modena, y para esta zona la nueva Comuna de Roma hizo propio, en marzo de 1871, el acuerdo inmobiliario estipulado entre los Estados Pontificios y De Merode. La urbanización de esta zona fue por tanto el objeto de la primera convención urbanística aprobada en Roma tras la unificación italiana. La primera parte de la actual Via Nazionale, urbanizada por de Merode, se llamó "Strada Nuova Pia" (la histórica Strada Pia era la actual Via XX Settembre, reconstruida y ampliada por Pío IV para crear una perspectiva pintoresca entre la Porta Pia y la residencia papal del Palacio del Quirinal).
Desde el proyecto inicial, la Via Nazionale se pensó como una arteria muy amplia, necesaria para unir rápido y lo más recto posible la estación central de la capital con el Tíber, además la urbanización intensiva de los Prati di Castello, prevista desde 1873. Esta intención se puso en práctica en 1886, con la decisión de un segundo trazado amplio entre Piazza Venezia y el río, que se convirtió en el Corso Vittorio Emanuele II. 
A lo largo de la nueva calle se edificaron, en las últimas tres décadas del siglo XIX, grandes hoteles en la parte inicial, la Chiesa di San Paolo dentro le Mura (1880, primera iglesia cristiana no católica construida en Roma tras la unificación italiana), inmuebles residenciales destinados a la nueva burguesía de la capital, y también edificios públicos como el Palazzo delle Esposizioni (1883), el Teatro Eliseo (1900), o el Palazzo Koch, sede de la Banca d'Italia (1892). 
Las obras para construcción y urbanización de la Via Nazionale exigieron, entre otros, la demolición del teatro Drammatico Nazionale y la excavación de la parte norte del jardín de la Villa Aldobrandini, con la construcción del actual muro de contención. En el curso de estas obras (1875) aparecieron restos de la Porta Sanqualis, actualmente visibles en la zona central del Largo Magnanapoli.
Al final de la antigua calle de San Vitale se construyó, a comienzos del siglo XX (1902-1906), el Túnel Umberto I, bajo la pendiente oriental del Quirinal. Esta obra, ya prevista en el primer plano regulador de Roma del 1873, según el plano regulador del 1909 debía constituir el último tramo de una travesía (Via Milano) que, cortando Via Nazionale a la altura del Palazzo delle Esposizioni, conectara directamente el Laterano y el Parlamento (a través de Via del Tritone). Este proyecto no se realizó, y la Via Milano se cerró en la confluencia con la antigua calle de San Lorenzo in Panisperna.

## Transporte
Repubblica - Teatro dell'Opera